# Charmwood (Missouri)
Charmwood est une ville du comté de Franklin, dans le Missouri, aux États-Unis. Située au sud du comté, elle est incorporée en 2011.

## Démographie
La population est estimée, en 2016, à 32 habitants.

## Source de la traduction
- (en) Cet article est partiellement ou en totalité issu de l’article de Wikipédia en anglais intitulé « Charmwood, Missouri » (voir la liste des auteurs).